# Angela Windholz
Angela Windholz (* 1969) ist eine deutsche Kunsthistorikerin. Sie leitet die Biblioteca dell’Accademia di Architettura in Mendrisio in der Schweiz.

## Werdegang
Angela Windholz lernte zunächst Restauratorin und studierte Bildhauerei an der Accademia di Belle Arti in Rom. Danach widmete sie sich Kunstgeschichte und Archäologie an der Humboldt-Universität zu Berlin. Ein Volontariat führte sie zur Deutschen Akademie Rom – Villa Massimo.
2008 promovierte sie an der Universität Regensburg mit der Arbeit Et in academia ego: ausländische Akademien in Rom zwischen künstlerischer Standortbestimmung und nationaler Repräsentation; 1750–1914.
Postdoc-Stipendien brachten sie ans Kunsthistorische Institut in Florenz und ans Getty Research Institute in Los Angeles.
Windholz untersucht, wie deutsche Kulturinstitutionen im internationalen Kontext wirken. Sie beleuchtet, wie kulturelle Repräsentation, Diplomatie und nationale Identität im Austausch zwischen Institution und Heimatland sichtbar werden. Ihre Forschungsschwerpunkte umfassen die Geschichte der Grand Tour, europäische Kunstakademien, Künstlerinnen und Künstler in Italien und deutsche Kulturinstitute im Ausland, besonders die Deutsche Akademie Rom – Villa Massimo.
2010 übernahm sie die Leitung der Biblioteca dell’Accademia di architettura in Mendrisio (Università della Svizzera italiana). 2016 schloss sie ein Studium an der Vatican School of Library and Information Science ab. Seit demselben Jahr gehört sie dem Lenkungsausschuss des CNBA (Coordinamento Nazionale delle Biblioteche di Architettura) in Italien an. 2023 erhielt sie die Curatorial Fellowship an der Bibliotheca Hertziana (Max-Planck-Institut für Kunstgeschichte) in Rom.

## Publikationen

### Monografien
- 2003: Villa Massimo. Zur Gründungsgeschichte der Deutschen Akademie in Rom und ihrer Bauten. Petersberg: Imhof. ISBN 978-3-935590-93-8.
- 2008: Et in academia ego: Ausländische Akademien in Rom zwischen künstlerischer Standortbestimmung und nationaler Repräsentation; [1750–1914]. Regensburg: Schnell & Steiner. ISBN 978-3-7954-2060-4.
- 2009: Die Deutsche Akademie Rom – Villa Massimo. Lindenberg: Kunstverlag Josef Fink. ISBN 978-3-89870-606-3.

### Beiträge in Sammelwerken
- Zur Geschichte der Villa Massimo 1800–2010. In: Joachim Blüher (Hrsg.), Villa Massimo – Deutsche Akademie Rom 1910–2010. Köln: Wienand, S. 15–61.[6]

- Da ospedale a biblioteca. La storia del legato Turconi. In: Ausstellungskatalog Da ospedale a biblioteca, Mendrisio Academy Press, Mendrisio 2021, S. 33–43

### Monografien
- Et in academia ego: Ausländische Akademien in Rom zwischen künstlerischer Standortbestimmung und nationaler Repräsentation, 1750–1914. Dissertation, Universität Regensburg, 2008.

### Aufsätze und Artikel
- La Biblioteca dell’Accademia di architettura. In: Archi, Nr. 1, 2018, S. 8–9.

- La valorizzazione dei fondi personali tra ricerca e promozione. In: CNBA (Hg.): Valorizzazione dei fondi personali, 2023.[7]